# Lecidea laboriosa
Lecidea laboriosa är en lavart som beskrevs av Müll. Arg. Lecidea laboriosa ingår i släktet Lecidea och familjen Lecideaceae.  Arten är reproducerande i Sverige. Inga underarter finns listade i Catalogue of Life.

## Bildgalleri

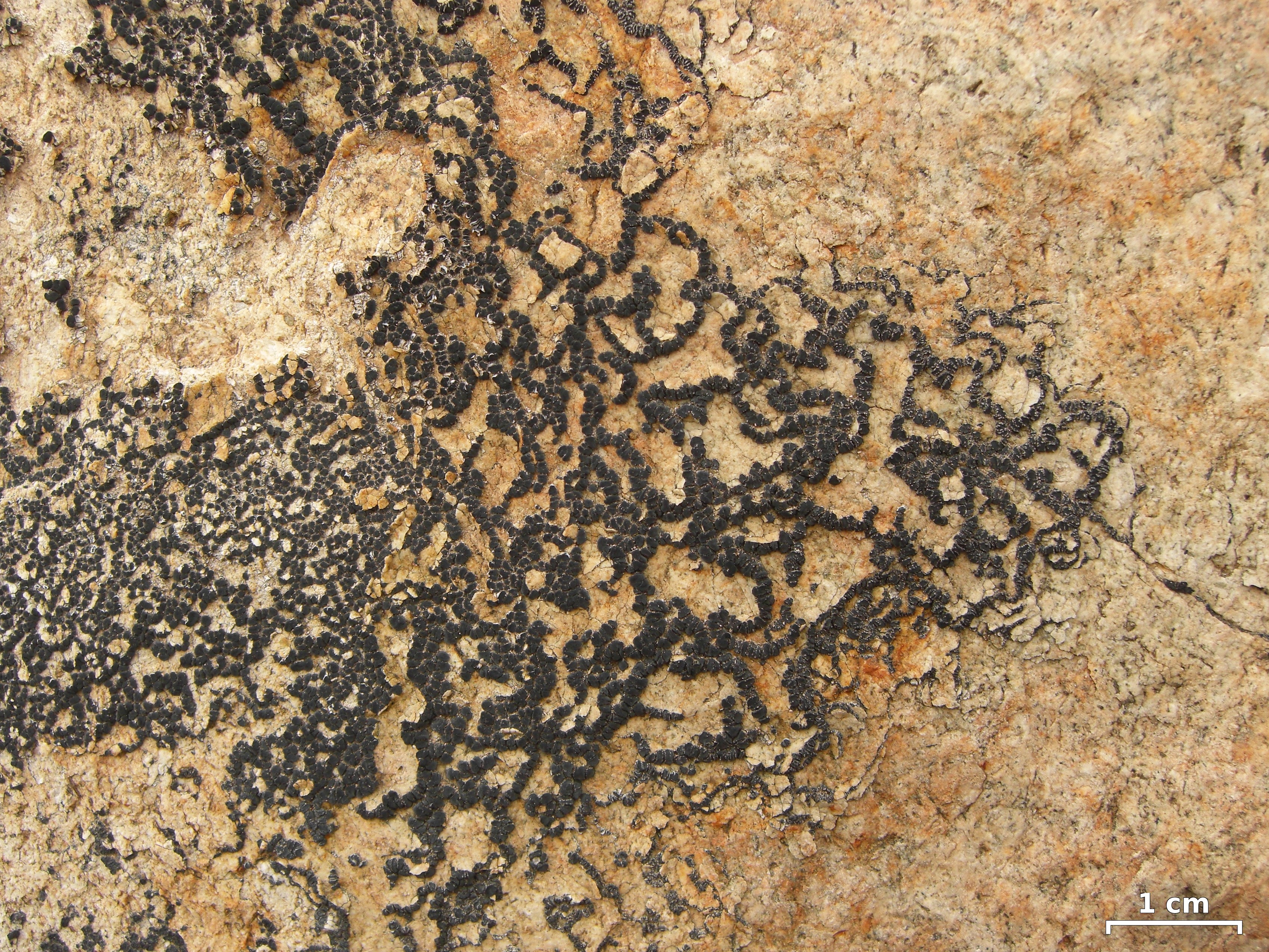